# توفيق جرار
توفيق محمود جرار، ولد عام 1918 وشغل منصب مفتي مدينة جنين بفلسطين لمدة ثلاثة وأربعين سنة من العام 1953م لغاية وفاته عام 1996.

## تعليمه
تلقى علومه الابتدائية لغاية الصف الرابع الابتدائي في صانور، ثم انتقل لمدينة جنين ودرس فيها لغاية الصف السابع سنة 1935 م، ثم التحق لتكملة تعليمه بالمدرسة الرشيدية في القدس سنة 1936 م، وبعدها سافر إلى جامعة الأزهر الشريف لدراسة العلوم الشرعية، وحصل على الشهادة العالية بكلية الشريعة سنة 1943 م، وحصل على الشهادة العالمية مع الإجازة في القضاء الشرعي سنة 1945.

## حياته العملية
اشتغل مدرساً للعلوم الدينية سنة 1946 م في مدرسة جنين الثانوية ودرّس فيها اللغة العربية، وقد عُين مفتياً لمحافظة جنين سنة 1953م، وقد أمضى مدة ثلاثة وأربعين سنة مفتياً إلى أن توفاة الأجل.
كان صاحب الفصيلة المفتي رئيساً للجنة الإصلاح في محافظة جنين، وقضى معظم حياته في إعمار المساجد وإصلاح ذات البين وكان عضواً في مجلس الأوقاف الأعلى بالقدس، وعضواً في الهيئة الإسلامية العليا في الضفة الغربية، ورئيسًا لرابطة علماء فلسطين في مدينة جنين، ورئيساً لمجلس الإفتاء في محافظة جنين وعضوا في مجلس الإفتاء في الضفة الغربية، وخطيبا للمسجد الكبير في جنين مدة ثلاث وأربعون سنة، ورئيساً لقسم الوعظ والإرشاد لمحافظة جنين.
لقد كان فضيلة المفتي رمزاً من رموز محافظة جنين والرجل الأول فيها، وكان مدافعاً عن كل مظلوم في جنين وخارجها، وله مواقف وطنية شجاعة يدافع فيها عن السجناء والمعتقلين في سجون الاحتلال، وكان من الرواد الأوائل في الدعوة الإسلامية.

## وفاته
وافته المنية يوم عيد الفطر بتاريخ 20/02/1996 وهو يؤم المصلين ويتلو سورة الأعلى في مسجد جنين الكبير.